# Central térmica Ing. Francisco Bazan
La Central térmica Ing. Francisco Bazan es una central termoeléctrica situada en el término municipal de Córdoba (Argentina). Se inauguró en el año 1981 con una potencia de 140 MW. Emplea como combustible gasoil y gas natural. 

## Características
Su generador gira a 3.000 vueltas por minuto, contiene 2 tanques de almacenamiento del combustible (gasoil). El día de hoy tienen 4 grupos pero solo funciona uno.